# Saint-Martin-de-Bossenay
Saint-Martin-de-Bossenay – miejscowość i gmina we Francji, w regionie Grand Est, w departamencie Aube.
Według danych na rok 1990 gminę zamieszkiwało 309 osób, a gęstość zaludnienia wynosiła 19 osób/km².

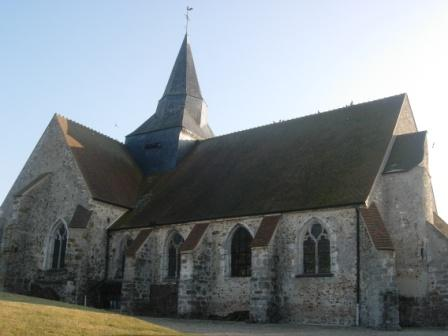
Kościół w Saint-Martin-de-Bossenay, 2009